# Пфеффер, Джон Джордж
Джон Джордж Пфеффер (англ. John George Pfeffer, собственно Иоганн Георг Пфеффер, нем. Johann Georg Pfeffer; 23 апреля 1823, Штеттин близ Хайгерлоха, княжество Гогенцоллерн-Зигмаринген — 4 апреля 1910, Сент-Луис) — американский органный мастер немецкого происхождения.
Получив профессиональное образование в Германии, эмигрировал в США в 1854 году и в 1859 году обосновался в Сент-Луисе. За 40 лет работы построил в штате Миссури и его окрестностях — прежде всего, в Айове и Иллинойсе — не менее 200 органов, в первую очередь в католических церквях, но также и в лютеранских, связанных с Миссурийским синодом, в том числе в лютеранской семинарии в Аддисоне (1865) — первом учебном заведении, из которого в дальнейшем выросла Университетская система Конкордия.
Ассистентами Пфеффера выступали четверо его сыновей, но двое наиболее активных, Роберт и Юджин, умерли раньше отца, так что после того, как сам Пфеффер в 1900 году отошёл от дел, фирмой некоторое время управляли наёмные работники. В 1909 г. органостроительное производство Пфеффера было приобретено другой известной династией органных мастеров Среднего Запада — Килгенами, сохранявшими торговую марку J.G. Pfeffer & Son до 1919 года.
Наследию Пфеффера был посвящён двойной альбом «Пфефферовская одиссея» (англ. A Pfeffer Odyssey), записанный в 1983 году органистами Эрлом Миллером и Розалинд Монсен на пяти исторических органах небольших городков Миссури и Айовы.